# هارولد أ. ديفيس
هارولد أ. ديفيس (بالإنجليزية: Harold A. Davis)‏ (16 يناير 1903 - 8 يناير 1955)؛ روائي أمريكي.